# 諾頓父子
諾頓父子（Norton & Sons），是英國一家位於倫敦薩佛街16號的男士高級訂製西服裁縫店。1821年創立於倫敦，十九世紀中期遷移至薩佛街。1960年代，諾頓與另外一家薩佛街的裁縫店霍爾與陶茲（J. Hoare & E. Tautz）合併。這家店以擁有眾多倫敦的年輕時尚人士為客戶這點自豪，而且曾為年輕的溫斯頓·邱吉爾和赫迪雅曼爵士裁衣。

## 外部連結
- 官方網站（页面存档备份，存于）
- Patrick Grant Interviewed on Vogue TV
- Vanity Fair Holywood Issue 2008（页面存档备份，存于）
- Kim Jones A/W 07/08（页面存档备份，存于）

1. ↑  .   [2017-03-03]. （原始内容存档于2015-02-10）.
2. ↑  The London Cut, Sherwood J., Marsilio Editori 2007